# Pee Dee Belemnite
Pee Dee Belemnite auch Peedee Belemnite (abgekürzt PDB) ist ein verbreiteter Standard für die Messung von δ13C. Er stammt von einem marinen Fossil der Kreidezeit, einem Exemplar der Belemniten-Art Belemnitella americana, aus der Peedee-Formation in South Carolina (USA). Das 13C/12C-Verhältnis dieses aus Calciumcarbonat (CaCO3) bestehenden Fossils ist aufgrund seines ungewöhnlich hohen 13C-Gehaltes größer als in den meisten natürlichen Substanzen, wodurch die in anderen Proben gemessenen δ13C-Werte meist negativ sind.
Es ist {\displaystyle ^{13}\mathrm {C} /^{12}\mathrm {C} _{\mathrm {PDB} }=R_{\mathrm {PDB} }=0{,}011\,237\,2}
Dieses Fossil wurde jedoch bald aufgebraucht, weshalb die IAEO in Wien einen artifiziellen Standard herausgab. Dieser hat ein geringfügig kleineres Isotopenverhältnis im Vergleich zum PDB. Zur eindeutigen Unterscheidung vom ursprünglichen Standard wird er als VPDB referenziert – das V steht hierbei für Vienna, den englischen Namen von Wien.
Es ist {\displaystyle ^{13}\mathrm {C} /^{12}\mathrm {C} _{\mathrm {VPDB} }=R_{\mathrm {VPDB} }=0{,}011\,180\,2}
Für 13C/12C-Werte einer beliebigen Probe wird die Standardisierung wie folgt durchgeführt:
{\displaystyle \delta ^{13}\mathrm {C} _{\text{Probe}}=\left({\frac {^{13}\mathrm {C} /^{12}\mathrm {C} _{\text{Probe}}}{^{13}\mathrm {C} /^{12}\mathrm {C} _{\mathrm {VPDB} }}}-1\right)}
Das Ergebnis wird in Promille angegeben (beispielsweise −40 ‰ beim Ergebnis −0.040).

### Allgemein
- Overview of Stable Isotope Research. Unterseite der alten Website der Arbeitsgruppe Stabile Isotope/Bodenbiologie (Stable Isotope/Soil Biology Laboratory, SISBL) des Institutes für Ökologie an der University of Georgia in Athens, GA (englisch)